# Drosera andersoniana
Drosera andersoniana  es una especie de planta carnívora perteneciente al género Drosera, es endémica de Australia Occidental. 

## Descripción
Forma una roseta basal con hojas similares a las de Drosera peltata y el tallo alcanza los 25 cm de altura. Sus flores de color rosa, blanco o rojo, emergen de agosto a septiembre. Se encuentra en suelos cerca de los afloramientos de granito.

## Taxonomía
D. andersoniana fue descrita por primera vez y nombrada por William Vincent Fitzgerald, pero fue publicado por primera vez válidamente por Alfred James Ewart y Jean White-Haney en 1909 en Proceedings of the Royal Society of Victoria n.s., 22: 98. 1909.
Etimología
Drosera: tanto su nombre científico –derivado del griego δρόσος [drosos]: "rocío, gotas de rocío"– como el nombre vulgar –rocío del sol, que deriva del latín ros solis: "rocío del sol"– hacen referencia a las brillantes gotas de mucílago que aparecen en el extremo de cada hoja, y que recuerdan al rocío de la mañana.
andersoniana: epíteto